# Temporary Mobile Subscriber Identity
Die Temporary Mobile Subscriber Identity (TMSI; deutsch Temporäre Mobilfunk-Teilnehmerkennung) ist die lokale und zeitlich begrenzte Rufnummer eines Teilnehmers innerhalb einer Location Area, die statt der IMSI für den Verbindungsaufbau verwendet wird. Diese Maßnahme wurde eingeführt, um das Erstellen von Bewegungsprofilen zu erschweren, und schützt somit die Anonymität der Teilnehmer. Die TMSI wird verschlüsselt und ein Wechsel während der Verbindung ist zusätzlich möglich (ID hopping).